# Acide arsanilique
L'acide arsanilique, ou acide para-aminophénylarsonique, est un composé de l'arsenic. Ce dérivé de l'acide phénylarsonique comporte une amine en position 4 (position para). Il existe sous forme zwitterionique. Sa synthèse par Antoine Béchamp, réaction de l'aniline et de l'acide arsénique, est encore employée aujourd’hui :
Son sel de sodium fut employé comme médicament sous le nom d'atoxyl pendant quelques années, au tournant du XIXe et du  XXe siècle, dans le traitement des dermatoses simples, puis contre le trypanosome de la maladie du sommeil,.

## Référence
1. ↑  Masse molaire calculée d’après « Atomic weights of the elements 2007 », sur www.chem.qmul.ac.uk.
2. ↑  (en) Harold W. Thomas et Anton Breinl, « Report on Tripanosomes, Trypanosomiasis and Sleeping Sickness », Memories of Liverpool School of Tropical Medicine, vol. 16,‎ 1905, p. 1-95.
3. ↑  (en) Anton Breinl et John W. Garrett, « Pathological Report on the Histology of Sleeping Sickness and Trypanosomiasis, with a Comparison of the Changes Found in Animals Infected with T. Gambiense and Other Trypanosomata », Proceedings of the Royal Society of London, vol. 77, no 516,‎ 1906, p. 233-236 (lire en ligne, consulté le 19 décembre 2013).